# Amphiesma andreae
Amphiesma andreae е вид влечуго от семейство Смокообразни (Colubridae).

## Разпространение
Видът е разпространен във Виетнам.